# Charlie Skarbek
Charlie Skarbek (né Charles John Skarbek en 1953) est un chanteur, producteur de disques, compositeur et parolier. Il a travaillé avec de nombreux musiciens célèbres des domaines classique et populaire, et a notamment connu un important succès avec la chanson Midnight Blue interprétée avec Louise Tucker en 1982.

## Biographie
Malgré son essor de 1985 à nos jours, il y a peu de détails biographiques disponibles sur Skarbek. Il est l'une des éminences grises les plus importantes de la musique populaire britannique. Il ne figure jamais en tant qu'interprète principal, mais son nom apparaît néanmoins au générique de nombreuses chansons et albums de cette époque. Sa spécialité particulière, de mettre des paroles pop sur des thèmes musicaux classiques célèbres et des airs d'hymnes, peut offenser les puristes. Cependant, il a fait connaître cette musique à des millions de personnes (voir les références aux pièces classiques dans la liste ci-dessous). Il est également connu pour fournir des « hymnes » relatifs à des événements sportifs.

## World in Union
Il est peut-être mieux connu ,, pour les paroles qu'il a mises en musique à l'origine de la section centrale de Jupiter, le quatrième mouvement de la suite de Gustav Holst The Planets pour créer World in Union (en). L'air, également connu sous le nom de Thaxted (en), a déjà été utilisé pour la chanson patriotique I Vow to Thee, My Country et dans divers autres contextes de mots.
Skarbek crée ce cadre en réponse à une commande de World Rugby pour la Coupe du monde en 1991 et il est utilisé depuis comme hymne du tournoi à de nombreuses reprises,. Kiri Te Kanawa enregistre la première version de cette chanson pour la Coupe du monde de rugby de 1991 ; Shirley Bassey et Bryn Terfel enregistrent une version en 1999 ; Hayley Westenra enregistre une version pour la Coupe du monde de rugby 2011 en Nouvelle-Zélande, et Paloma Faith enregistré une version de la chanson pour la couverture par ITV de la Coupe du monde de rugby de 2015. Elle figure également dans la bande originale du film Invictus.

## Sélection d'autres œuvres
Les autres œuvres de Skarbek incluent :
- A Dream Come True : une reprise de Ik hou van jou (en) de Maribelle (en) mais avec des paroles de Charlie Skarbek, interprétée par Cilla Black[5] et apparaissant sur son album Through the Years (en) (avec Skarbek également aux claviers, à la production, etc.).
- Anthem (Olé, Olé, Olé, Olé / Aida) : divers contributeurs dont Charlie Skarbek (producteur) avec The Crowd (Marcel Theunissen, Michel Diederiks, et Patrick de Schrevel)[5].
- Gloryland (en) : d'après la chanson spirituelle traditionnelle Glory, Glory (Lay My Burden Down) (en) ; Charlie Skarbek (classé parmi les paroliers) avec Daryl Hall, Sounds of Blackness (en) et le groupe de hard rock suédois Glory[5].
- Midnight Blue co-écrite avec Tim Smit (en) : d'après la Sonate Pathétique de Beethoven ; Charlie Skarbek (producteur et chant) avec Louise Tucker[7],[6],[11],[12].
- Olympic Themes 1988 : thèmes des jeux olympiques de Séoul ; album d'œuvres impliquant Charlie Skarbek[6].
- Falling : d'après le Clair de lune de Debussy[7].
- Give Me Tonight : d'après l'Étude Tristesse de Chopin[7].
- Hold You in My Arms : d'après le Concerto pour clarinette de Mozart[7].
- Don't Talk to Me of Love : duo entre Barry Manilow et Mireille Mathieu[13] , extrait de la sortie française de l'album Manilow (en) en 1985 ; collaboration avec Jean Lenoir et Tim Smit (en)